# Lionel Bender

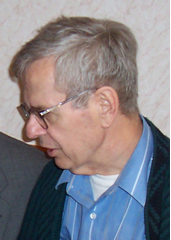
Marvin Lionel Bender, 2004

Marvin Lionel Bender (* 18. August 1934 in Mechanicsburg, Pennsylvania; † 19. Februar 2008 in Cape Girardeau, Missouri) war ein US-amerikanischer Linguist, der vor allem zu afroasiatischen und nilosaharanischen Sprachen in Äthiopien und Sudan arbeitete.

## Leben
Bender studierte zunächst Mathematik am Dartmouth College. Nach dem Masterabschluss 1958 unterrichtete er in Ghana und an der Haile-Selassie-Universität Addis Abeba in Äthiopien Mathematik. Dort begann er sich mit äthiopischen Sprachen zu beschäftigen. Nach einem Graduiertenstudium der Linguistik an der University of Texas at Austin promovierte er dort 1968 bei Emmon Bach mit einer Dissertation über die amharische Verbalmorphologie. 
Im Anschluss daran erforschte er 1968–1970 im Rahmen eines von der Ford Foundation finanzierten multinationalen Projekts in Äthiopien verschiedene moderne Sprachen (zusammen mit Charles A. Ferguson). An der Stanford University arbeitete er mit Ferguson und Joseph Greenberg. 1971 wurde Bender Associate Professor am Department of Anthropology der Southern Illinois University Carbondale, wo er bis zu seiner Emeritierung im Jahr 2000 blieb und zeitweilig der Abteilung vorstand. 
In seiner Arbeit beschäftigte sich Bender mit allen in Äthiopien verbreiteten Sprachfamilien und leistete bedeutsame Pionierarbeit im Bereich der kaum erforschten omotischen und nilosaharanischen Sprachen. Am 19. Februar 2008 starb Lionel Bender an den Folgen eines Schlaganfalls und einer Hirnblutung.

## Buchveröffentlichungen (in Auswahl)
- Amharic verb morphology: a generative approach (1968) (Dissertation)
- The Ethiopian Nilo-Saharans (1975)
- Omotic: a new Afroasiatic language family (1975)
- et al.: Language in Ethiopia (1976)
- (Hrsg.): The Non-Semitic languages of Ethiopia (1976)
- mit Malik Agaar Ayre: Preliminary Gaam-English-Gaam dictionary (1980)
- (Hrsg.): Peoples and cultures of the Ethio-Sudan borderlands (1981)
- mit Thilo C. Schadeberg (Hrsg.): Nilo-Saharan (1981)
- (Hrsg.): Nilo-Saharan language studies (1983)
- (Hrsg.): Topics in Nilo-Saharan linguistics (1989)
- (Hrsg.): Proceedings of the Fourth Nilo-Saharan Conference [...] 1989 (1991)
- Kunama (1996)
- mit Thomas J. Hinnebusch (Hrsg.): Proceedings of the Sixth International Nilo-Saharan Linguistics Conference 1995 (1996)
- The Nilo-Saharan languages: a comparative essay. 2. Aufl. (1997)
- Comparative morphology of the Omotic languages (2000)